# Архиепископска капела у Равени
Архиепископска капела (итал. Capella Arcivescovile) ранохришћански је споменик у италијанском граду Равени. Она је најмања од осам споменика уписаних на Унесков списак места Светске баштине у Европи 1996. године под именом: „Ранохришћански споменици и мозаици у Равени” као „једини ранокршћански ораторијум који је сачуван до данас”.

## Историја
Ова мала капела у облику грчког крста заправо је ораторијум бискупа никејске вере, изграђена крајем 5. века. Иако се приписивала Светом Петру Кризологу, бискупу Равене (433—450), она је вероватније дело бискупа Петра II који је постао бискуп 495. године, када је владао остроготски краљ Теодорик I.

## Архитектура и унутрашњост
Капела је данас посвећена Светом Андрији, иако је изворно била посвећена Христу Спаситељу, о чему сведоче мозаици у лунети изнад трема где је приказан Христ као победоносни римски ратник с крстом преко рамена како гази звери, лава и змију, док у левој руци држи отворену књигу у којој се истичу Христови епитети на латинском (иконографија снажног против-аријанског симболизма). Доњи делови зграде су обложени шареним мермером, који је сачуван на своду, док је остале делове пресликао ренесансни сликар Лука Лонги у 16. веку.